# ぷらそにか
ぷらそにか（英語: PLUSONICA）は、それぞれ個々に活動しているシンガーソングライターらによる、アコースティック・セッションユニットである。
Sony Musicが主催している音楽講座「the LESSON」の受講生らを中心に結成して、2016年8月より、毎週金曜日にYouTube上にカバー楽曲の動画投稿を始める。
東京で活動を開始した後に、他の5大都市にも拠点を置いていき、2017年に「ぷらそにか名古屋」、2020年に「ぷらそにか大阪」、2021年に「ぷらそにか札幌」、2022年には「ぷらそにか福岡」が派生ユニットとして始動。2022年現在、各ユニットごとにそれぞれのエリアで活動を展開している。

## 概要
2024年現在、YouTubeに毎週火曜日と金曜日にカバー動画を公開している。2024年3月までに、登録者数29万人、総再生回数1.5億回を超えるチャンネルとなっている。
参加メンバーは、ソロのシンガーソングライターであったり、バンドに所属したりするなど、それぞれが個々でも音楽活動を行っている。過去に参加していたメンバーからは、eillやHi Cheers!、にしな、幾田りらなど現在メジャーシーンで活躍するアーティストも数多く輩出している。
YouTubeではカバー動画以外にも「ぷらっと寄ってかない？」をはじめとした、メンバー同士の交流や新加入者インタビューなどの企画動画も作成されている。また、YouTubeでの配信だけでなくライブ活動も行っている。

## 経歴
2016年8月26日より、Sony Musicが主催するアーティスト養成講座「the LESSON」の受講生とVAZ所属者から構成されるメンバーで活動を開始し、毎週金曜日にYoutube上にカバー動画をアップし始める。
2017年8月12日からは名古屋を拠点とする「ぷらそにか名古屋」が始動。2020年1月17日には「ぷらそにか大阪」、2021年5月11日には「ぷらそにか札幌」、2022年1月25日には「ぷらそにか福岡」が発足している。
2020年12月、若手クラシック奏者らでなるオーケストラ「STAND UP! ORCHESTRA」とのコラボレーションが企画され、両グループによるセッションがYouTubeに公開された。2021年2月26日にはTHE FIRST TAKEでYOASOBIの楽曲「群青」を合唱パートとして披露した。
2022年5月24日よりファミリーマートに設置されている「FamilyMartVision」で、メンバーが書き下ろした楽曲をセッションするレギュラー番組『ぷらっとみゅーじっく♪』を配信している。この配信は隔月で更改される。

## メンバー

### ぷらそにか（ぷらそにか東京）
現在18名。2016年8月26日から活動を始める。公式動画では基本的に地区名をつけていないが、メンバー説明などの際に「ぷらそにか東京」と表記されることがある。
| 人名                           | 活動期間                              | プロフィール | その他参加グループ         | 主なパート                    |
| ------------------------------ | ------------------------------------- | --- | -------------------------- | ----------------------------- |
| えみほの                       | 2020年1月（大阪） 2021年5月（東京）〜 | 「the LESSON」八期生。 ぷらそにか大阪オリジナルメンバー。大学進学に伴い東京に移籍。                                                                                  |                            | ボーカル カホン ギター ベース |
| Kuu （くう）                   | 2020年12月～                          | 「the LESSON」四期生。初登場は2020年12月18日で当時19歳。 | 徒然書簡 マバタキ ひるのみ | ボーカル カホン               |
| HALDONA （ハルドナ）           | 2021年1月～                           | 「the LESSON」九期生。初登場は2021年1月1日公開のカバー動画。初登場当時は19歳。 2023年3月20日からアーティスト名を「遥河」から変更。                                   | Luov                       | ボーカル ギター               |
| 栢本ての （かやもと ての）     | 2021年1月～                           | 「the LESSON」九期生。初登場は2021年1月8日公開のカバー動画。初登場当時は16歳。高校2年生。                                                                            |                            | ボーカル ギター               |
| かんたろう                     | 2021年1月～                           | 「the LESSON」九期生。初登場は2021年1月15日公開のカバー動画。初登場当時は21歳。                                                                                      | ぽりおんぽすとろのーつ     | ボーカル カホン キーボード    |
| 秋本あき （あきもと あき）     | 2021年2月～                           | 「the LESSON」九期生。初登場は2021年2月19日公開のカバー動画。 |                            | ボーカル                      |
| 岸辺紗采 （きしべ さあや）     | 2021年3月〜                           | 「the LESSON」九期生。初登場は2021年3月26日公開のカバー動画。 |                            | ボーカル                      |
| 菜々姫 （ななき）              | 2021年5月（札幌） 2022年5月（東京）〜 | 「the LESSON」11期生。 ぷらそにか札幌オリジナルメンバー。大学進学に伴い東京に移籍。 オリジナルメンバー以外では「the LESSON」の受講前に東京メンバーとなった初の事例。 |                            | ボーカル ピアノ               |
| 凪瀞アツヤ （なぎとろ あつや） | 2023年4月〜                           | 「the LESSON」11期生。初登場は2023年4月14日公開のカバー動画。 |                            | ボーカル ベース               |
| Rayta （れいた）               | 2023年6月〜                           | 「the LESSON」11期生。初登場は2023年6月9日公開のカバー動画。 |                            | ボーカル キーボード           |
| めにゅ （めにゅ）              | 2023年6月〜                           | 「the LESSON」10期生。初登場は2023年6月16日公開のカバー動画。 |                            | ボーカル                      |
| 成家ひかる （なるけひかる）    | 2023年6月〜                           | 「the LESSON」11期生。初登場は2023年6月23日公開のカバー動画。 |                            | ボーカル カホン               |
| 祈依 （いよ）                  | 2023年7月〜                           | 「the LESSON」10期生。初登場は2023年7月7日公開のカバー動画。 |                            | ボーカル                      |
| 椿佳宵 （つばきかよい）        | 2024年2月〜                           | 「the LESSON」12期生。初登場は2024年2月2日公開のカバー動画。 |                            | ボーカル                      |
| あむ                           | 2024年5月〜                           | 「the LESSON」11期生。初登場は2024年5月27日公開のカバー動画。 |                            | ボーカル                      |
| SUI （すい）                   | 2024年6月〜                           | 「the LESSON」12期生。初登場は2024年6月7日公開のカバー動画。 |                            | ボーカル                      |
| MiKL （みくる）                | 2025年2月〜                           | 「the LESSON」13期生。初登場は2025年 2月21日公開のカバー動画。 |                            | ボーカル                      |
| かんのん                       | 2025年2月〜                           | 「the LESSON」12期生。初登場は2025年2月28日公開のカバー動画。 |                            | ボーカル                      |

### ぷらそにか名古屋
現在7名。2017年8月12日から活動を始める。略称はぷらなご。
| 人名                               | 活動期間     | プロフィール | 主なパート                    |
| ---------------------------------- | ------------ | --- | ----------------------------- |
| なで肩P(ﾆｼﾊﾏﾀｸﾏ) （なでかた ぴー） | 2017年8月〜  | ぷらそにか名古屋オリジナルメンバー。なで肩Pという名でボカロPとしての活動もしている。ぷらそにか名古屋・大阪・福岡ではサウンドプロデュースも行う。   | ボーカル ギター ベース カホン |
| らくなつ                           | 2019年12月～ | 2024年2月18日にアーティスト名を「Lana」から変更。静岡県育ち・在住ということもあり2024年3月に公開された掛川市のPRソングに東京メンバーとともに参加。 | ボーカル ギター               |
| Soi (そい）                        | 2021年3月〜  | 初登場は2021年3月16日公開のカバー動画。2023年6月4日にアーティスト名を「ひなた」から変更。                                                          | ボーカル ギター               |
| Mana （まな）                      | 2021年11月～ | | ボーカル                      |
| まえだえみり                       | 2021年11月～ | | ボーカル                      |
| 小湊美歩 （こみなと みほ）         | 2021年12月～ | | ボーカル                      |
| 上田めい （うえだ めい）           | 2023年5月～  | 「the LESSON plus」1期生 初登場は2023年5月30日公開のカバー動画。                                                                                   | ボーカル ギター               |

### ぷらそにか大阪
現在9名。2020年1月17日から活動を始める。
| 人名                                  | 活動期間     | プロフィール | その他参加グループ | 主なパート                       |
| ------------------------------------- | ------------ | --- | ------------------ | -------------------------------- |
| ぺんぺん                              | 2020年1月〜  | ぷらそにか大阪オリジナルメンバー。 |                    | ボーカル ギター ピアノ           |
| alen （あれん）                       | 2020年1月〜  | ぷらそにか大阪オリジナルメンバー。 2023年7月31日にアーティスト名を「玲奈」から変更。 |                    | ボーカル ピアノ カホン           |
| 葉音 （はおと）                       | 2020年3月～  | 初登場は2020年3月31日公開のカバー動画。2021年2月5日には幾田りらからのオファーにより2人でのカバー動画があげられており、2023年4月5日には作曲家の菅野よう子からのオファーによりNTT東日本グループの企業テーマソングの1つとして使われる楽曲があげられている。また、2024年3月には「サントリー天然水 FRUIT－SPARK グレフル＆レモン」のCMソング、2025年には2025年日本国際博覧会『超時空シアター 499秒 わたしの合体』主題歌の「ワカンタンカ」の歌唱も行っている 。 |                    | ボーカル ピアノ                  |
| RiKO （りこ）                         | 2020年3月～  | 初登場は2020年3月25日公開のぷらそにか名古屋のカバー動画。2025年4月15日カバー動画より大阪に移籍。 |                    |                                  |
| ゆいか                                | 2020年11月～ | 「the LESSON」九期生。初登場は2020年11月24日公開のカバー動画。 |                    | ボーカル タンバリン カホン       |
| こたろう                              | 2021年11月～ | | 退屈ハイツ         |                                  |
| 京佳 （きょうか）                     | 2022年2月～  | | Alucaella.         |                                  |
| パンダ目のひよこ （ぱんだめのひよこ） | 2023年5月～  | 「the LESSON Plus」1期生。初登場は2023年5月16日公開のカバー動画。 | Jammrin'           | ボーカル ギター ベースタンバリン |
| 夏子 （なつこ）                       | 2023年6月～  | 「the LESSON Plus」1期生。初登場は2023年6月13日公開のカバー動画。 |                    | ボーカル                         |

### ぷらそにか札幌
現在5名。2021年5月11日から活動を始める。
| 人名                            | 活動期間                           | プロフィール | 主なパート             |
| ------------------------------- | ---------------------------------- | --- | ---------------------- |
| 温州みかん （うんしゅうみかん） | 2021年5月〜                        | ぷらそにか札幌オリジナルメンバー。                                                                                            | ボーカル ギター ベース |
| けちゃこ                        | 2021年12月(東京) 2022年6月(札幌)～ | 「the LESSON」9期生。初登場は2021年12月3日公開のカバー動画。 進学に伴い札幌に移籍。札幌初登場は2022年6月7日公開のカバー動画。 | ボーカル               |
| さやこむ                        | 2024年7月〜                        | | ギター                 |
| るの                            | 2024年7月〜                        | | タンバリン カホン      |
| 村山遥大(むらやまはると)        | 2024年8月〜                        | | ピアノ                 |

### ぷらそにか福岡
現在7名。2022年1月25日から活動を始める。
| 人名                        | 活動期間    | プロフィール                                                   | 主なパート                 |
| --------------------------- | ----------- | -------------------------------------------------------------- | -------------------------- |
| 碧海 （あおい）             | 2022年1月〜 | ぷらそにか福岡オリジナルメンバー。                             | ボーカル キーボード        |
| 伊吹 （いぶき）             | 2022年1月〜 | ぷらそにか福岡オリジナルメンバー。                             | ボーカル ギター            |
| 萌 （もえ）                 | 2022年1月〜 | ぷらそにか福岡オリジナルメンバー。                             | ボーカル ギター キーボード |
| 福田 唯花 （ふくだ ゆいか） | 2023年1月〜 | 初登場は2023年1月3日のカバー動画。                             | ボーカル キーボード        |
| Maria （まりあ）            | 2023年4月〜 | 「the LESSON plus」1期生。 初登場は2023年4月25日のカバー動画。 |                            |
| 井本 うた （いもと うた）   | 2023年7月〜 | 「the LESSON plus」1期生。 初登場は2023年7月18日のカバー動画。 |                            |
| モモノマナト                | 2024年4月〜 | 「the LESSON plus」1期生。                                     |                            |

### 過去のメンバー
| 人名                                          | 活動期間                                             | 地区        | プロフィール | その他参加グループ            | 主なパート                                         |
| --------------------------------------------- | ---------------------------------------------------- | ----------- | --- | ----------------------------- | -------------------------------------------------- |
| ばばみお                                      | 2016年8月 ～2016年12月                               | 東京        | ぷらそにか東京オリジナルメンバー。 |                               | ボーカル ギター                                    |
| 梨帆 （りほ、西片梨帆）                       | 2016年8月 ～2016年12月                               | 東京        | ぷらそにか東京オリジナルメンバー。 | Second Penguin                | ボーカル ギター                                    |
| モリカホ                                      | 2016年8月 ～2017年5月                                | 東京        | ぷらそにか東京オリジナルメンバー。 | 奇奇愛愛 純情マゼラン KOSAME  | ボーカル キーボード                                |
| ENNE （えね、eill）                           | 2016年8月 ～2017年9月                                | 東京        | ぷらそにか東京オリジナルメンバー。「the LESSON」二期生。 | Second Penguin CHIANZ         | ボーカル キーボード                                |
| 金原俊輝 （きんばら としき）                  | 2017年7月 ～2018年6月                                | 東京        | 「the LESSON」二期生。 | Second Penguin                | ボーカル ギター                                    |
| 上村さや香 （かみむら さやか、Kamin、SaYaKa） | 2017年11月 ～2018年6月                               | 東京        | 「the LESSON」二期生。2023年度「ミス日本みどりの大使」としても活躍。日本大学藝術学部音楽学科助教、セント・フォース所属。                                                                                          | Second Penguin                | ボーカル ギター                                    |
| 星丸あや （ほしまる あや）                    | 2017年8月 ～2018年6月                                | 名古屋      | ぷらそにか名古屋オリジナルメンバー。「the LESSON」三期生。 |                               | ボーカル ギター                                    |
| にしな                                        | 2018年1月 ～2019年8月24日                            | 東京        | 「the LESSON」四期生。 | アサナユフナ                  | ボーカル ギター                                    |
| ちはな                                        | 2017年8月〜                                          | 名古屋      | ぷらそにか名古屋オリジナルメンバー。 |                               | ボーカル ギター                                    |
| 仲井陸 （なかい りく）                        | 2017年8月〜                                          | 名古屋      | ぷらそにか名古屋オリジナルメンバー。 | The Shiawase                  | ボーカル ギター                                    |
| Foi （ふぉい）                                | 2016年8月 ～2020年2月                                | 東京        | ぷらそにか東京オリジナルメンバー。「the LESSON」二期生。 | Second Penguin CHIANZ         | ボーカル ギター                                    |
| kanamё （かなめ）                             | 2018年7月 ～2020年7月28日                            | 名古屋      | |                               | ボーカル ギター                                    |
| 西松由紀穂 （にしまつ ゆきほ）                | 2019年3月（名古屋） 2020年3月（大阪） ～2020年8月    | 名古屋 大阪 | |                               | ボーカル ギター                                    |
| Chie （ちえ、Jugong（YABI×YABI））            | 2016年8月 ～2020年8月24日                            | 東京        | ぷらそにか東京オリジナルメンバー。「the LESSON」三期生。 月川玲とともに「YABI×YABI」としても活動。 「Hi Cheers!」としてのデビューに伴い卒業。                                                                     | YABI×YABI Hi Cheers! CHIANZ   | ボーカル ギター ウクレレ ベース カホン 三味線      |
| 月川玲 （つきかわ れい、Nagong（YABI×YABI）） | 2017年7月 ～2020年8月24日                            | 東京        | 「the LESSON」一期生。 ぷらそにか研究生としては2017年より参加。 Chieとともに「YABI×YABI」としても活動。 「Hi Cheers!」としてのデビューに伴い卒業。                                                                | YABI×YABI Hi Cheers! CHIANZ   | ボーカル ベース ギター フルート                    |
| 上野正明 （うえの まさあき）                  | 2017年11月 ～2020年8月24日                           | 東京        | 「the LESSON」一期生。 ゲストとしては、「ぷらそにか1周年記念イベント」（2017年8月12日）より参加。 「Hi Cheers!」としてのデビューに伴い卒業。 元リーダー。 ぷらそにカーニバル2023･2024ではプランナーとして携わる。 | Hi Cheers!                    | ボーカル ベース ギター                             |
| 高村風太 （たかむら ふうた）                  | 2019年3月 ～2020年8月24日                            | 東京        | 「the LESSON」七期生。 「Hi Cheers!」としてのデビューに伴い卒業。 | Hi Cheers! POPiN's            | ボーカル キーボード                                |
| 井口かずは （いぐち かずは）                  | 2020年11月 ～2021年3月31日                           | 名古屋      | 「the LESSON」九期生。 初登場は2020年11月10日公開のカバー動画。 |                               | ボーカル ギター ベース オルガン                    |
| suzu （すず）                                 | 2017年11月 ～2021年3月31日                           | 東京        | 「the LESSON」五期生。現在はsuzとして活動。 |                               | ボーカル キーボード パーカッション                 |
| wata （わた）                                 | 2020年4月 ～2021年4月6日                             | 名古屋      | 2020年4月現在大学2年生。あだなはプリンス。 |                               | ボーカル ギター                                    |
| miku卍 （みくまんじ）                         | 2016年8月（東京） 2017年8月（名古屋） 〜2021年8月3日 | 東京 名古屋 | ぷらそにか東京オリジナルメンバーであり、ぷらそにか名古屋オリジナルメンバーでもある。 |                               | ボーカル ギター カホン                             |
| 幾田りら （いくた りら）                      | 2017年7月 ～2021年8月13日                            | 東京        | 「the LESSON」四期生。 ぷらそにか研究生としては2017年より参加。 ikura名義でYOASOBIのボーカルとしても活動。 | YOASOBI                       | ボーカル ギター タンバリン トランペット キーボード |
| 璃宮 （りく）                                 | 2018年5月 ～2021年11月                               | 名古屋      | 2020年8月現在会社員。 |                               | ボーカル キーボード                                |
| あずみ                                        | 2020年3月 ～2022年1月                                | 名古屋      | |                               | ボーカル カホン ドラム                             |
| おと                                          | 2021年11月 ～2022年1月                               | 名古屋      | |                               | ギター                                             |
| シオコショウ                                  | 2022年1月〜2022年5月                                 | 福岡        | ぷらそにか福岡オリジナルメンバー。 |                               | ボーカル ギター                                    |
| 水谷怜 （みずたに れい）                      | 2019年5月～2022年7月1日                              | 東京        | ｢the LESSON｣ 七期生。 1998年7月生まれ。 |                               | ボーカル ギター                                    |
| すみはね                                      | 2022年1月〜2022年10月                                | 福岡        | ぷらそにか福岡オリジナルメンバー。 |                               | ボーカル ギター ベース                             |
| Kanaho （かなほ）                             | 2022年1月〜2022年10月                                | 福岡        | ぷらそにか福岡オリジナルメンバー。 |                               | ボーカル                                           |
| 有彩 （ありさ）                               | 2020年1月〜2023年1月                                 | 大阪        | ぷらそにか大阪オリジナルメンバー。 |                               | ボーカル ギター ベース                             |
| 西山晃世 （にしやま こうせい）                | 2018年8月～2023年1月                                 | 東京        | 「the LESSON」五期生。 ぷらそにか研究生としては2016年から参加。 トラックメイカーの肩書を持つ。 |                               | ボーカル ギター ベース カホン                      |
| 小松音 （こまつ おと）                        | 2020年1月〜2023年4月                                 | 大阪        | ぷらそにか大阪オリジナルメンバー。 |                               | ボーカル ベース ギター カホン                      |
| 成田あより （なりた あより）                  | 2019年10月～2023年5月                                | 東京        | 「the LESSON」五期生。 1997年3月生まれ。 |                               | ボーカル ギター ベース                             |
| 汐菜 （ゆな）                                 | 2022年9月〜2023年7月                                 | 東京        | 「the LESSON」10期生。初登場は2022年9月9日公開のカバー動画。 |                               | ボーカル                                           |
| 小玉ひかり （こだま ひかり）                  | 2018年6月～2023年8月                                 | 東京        | 「the LESSON」五期生。シンガーソングライターだけでなく声優としても活動している。 2023年4月からSony Musicのグループ会社である芸能事務所のミュージックレインに所属。                                                | WHITEBOX POPiN's              | ボーカル キーボード クラリネット                   |
| RYOEM （リョーエム）                          | 2020年12月～2023年8月                                | 東京        | 「the LESSON」九期生。初登場は2020年12月25日公開のカバー動画。 1996年7月生まれ。 |                               | ボーカル                                           |
| 菜摘 （なつみ）                               | 2017年11月～ 2023年9月                               | 東京        | 「the LESSON」一期生。 |                               | ボーカル ギター                                    |
| 元松美紅 （もとまつ みく）                    | 2017年1月〜2023年12月                                | 東京        | 「the LESSON」一期生。ぷらそにか研究生としては2016年から参加。 2021年には大森元貴の楽曲「メイプル」でゲストボーカルをつとめる。                                                                                   |                               | ボーカル ギター                                    |
| 美稀 （みき）                                 | 2020年2月～                                          | 東京        | 「the LESSON」六期生。 |                               | ボーカル ギター                                    |
| とっこのんか                                  | 2022年1月～2024年1月                                 | 大阪        | 京都・大阪を中心に活動。オリジナルでは「癖ソング」を多く製作している。 |                               | ボーカル ギター                                    |
| 爽 （さや）                                   | 2021年3月～2024年2月                                 | 東京        | 「the LESSON」八期生。初登場は2021年3月19日公開のカバー動画。 |                               | ボーカル ギター                                    |
| 久保琴音 （くぼ ことね）                      | 2019年3月～2024年3月                                 | 東京        | 「the LESSON」六期生。 | SARAMI                        | ボーカル ギター カホン                             |
| 上野紗英 （うえの さえ）                      | 2021年5月〜2024年3月                                 | 札幌        | ぷらそにか札幌オリジナルメンバー。 |                               | ボーカル ギター カホン                             |
| tomoya narita                                 | 2021年5月〜2024年3月                                 | 札幌        | ぷらそにか札幌オリジナルメンバー。 |                               | ボーカル ギター ベース                             |
| 山下花音 （やました かのん）                  | 2019年12月～2024年4月                                | 名古屋      | featuringとしては2019年9月から参加。初登場当時は中学1年生。2022年に行われたLittle Glee Monsterのオーディションでは最終審査まで残った。                                                                            |                               | ボーカル ベース                                    |
| とてぃ                                        | 2021年5月〜2024年4月                                 | 札幌        | ぷらそにか札幌オリジナルメンバー。 |                               | ボーカル ギター                                    |
| しょうひ                                      | 2022年1月〜2024年4月                                 | 福岡        | ぷらそにか福岡オリジナルメンバー |                               |                                                    |
| みきまりあ                                    | 2019年12月～2024年4月                                | 東京        | 「the LESSON」六期生。 | NOMELON NOLEMON               | ボーカル ギター                                    |
| 椋子 （りょうこ）                             | 2021年6月〜2024年6月                                 | 名古屋      | 愛知県豊橋市を本拠地に全国で年間150本ほどのライブ活動を行う。 |                               | ボーカル ギター                                    |
| 高橋 菜月 （たかはし なつき）                 | 2022年6月〜2024年6月                                 | 福岡        | 「the LESSON」九期生。 初登場は2022年6月21日のカバー動画。 |                               | ボーカル ギター                                    |
| 早希 （さき）                                 | 2018年2月～2024年8月                                 | 東京        | 「the LESSON」四期生。ぷらそにか研究生としては2016年から参加。 | Love Harmony's, Inc. sinfonia | ボーカル ギター                                    |
| てつと                                        | 2017年1月～2025年３月                                | 東京        | 「the LESSON」三期生。 ゲストとしては2016年から参加。 |                               | ボーカル キーボード カホン                         |
| masa （まさ）                                 | 2020年2月〜2025年4月                                 | 東京        | 「the LESSON」八期生。 ゲストとしては、2019年9月ぷらそにかワンマンライブにて、ナレーション、物販、誘導など担当した。                                                                                              |                               | ボーカル カホン                                    |
| Kalura （かるら）                             | 2023年6月～2025年５月                                | 大阪        | 「the LESSON Plus」1期生。初登場は2023年6月13日公開のカバー動画。 |                               | ボーカル キーボード                                |

## 単独公演・企画ライブ
最近では「周年記念ライブ」はカバー曲中心のセッションとなっている。その他、イベントやサーキットフェスなどでライブを行うこともあり。以前は路上ライブも行っていた。また、ライブ会場ではメンバーの久保琴音がデザインした缶バッジなどのオリジナルグッズや、各メンバーのCDが販売される。
| ライブ名                                                         | 公演日                 | 会場                                                                                     | 備考                                                                             |
| ---------------------------------------------------------------- | ---------------------- | ---------------------------------------------------------------------------------------- | -------------------------------------------------------------------------------- |
| ぷらそにか1周年記念イベント                                      | 2017年8月12日          | (東京)恵比寿天窓.switch                                                                  | 昼の部は個々のソロステージ。上野正明が司会として初登場。                         |
| ぷらそにカーニバル2018 summer 活動2周年記念フェス                | 2018年8月26日          | (東京)原宿ストロボカフェ                                                                 | 「ミニそにか」（小玉、元松、幾田、早希、にしな）としてのセッションが行なわれた。 |
| ぷらそにカーニバル2018 winter 単独公演～2018・冬～               | 2018年12月3日          | (東京)VUENOS                                                                             |                                                                                  |
| ぷらそにカーニバル2019 summer 3rd Anniversary Festival           | 2019年8月24日          | (東京)月見ル君想フ                                                                       | にしなが卒業。                                                                   |
| ぷらそにカーニバル2019 3rd Anniversary Festival 追加公演～挑戦～ | 2019年9月27日          | (東京)渋谷WWW                                                                            | ソロ演奏の間の転換で挑戦にまつわる動画を放映。masaが一部ナレーションで出演。     |
| ぷらそにカーニバル2020 〜上にまいります！〜                      | 2020年2月1日           | (東京)渋谷WWW X                                                                          | ソロ演奏の間の転換でドッキリ動画を放映。Foiが卒業。                              |
| ぷらそにか名古屋単独公演 「令和で金！」                          | 2020年3月27日          | (名古屋)SPADE BOX / HeartLand                                                            | 新型コロナウイルス感染拡大防止のため、無観客配信ライブに変更して開催。           |
| ぷらそにカーニバル2020 4th Anniversary Online Fes.               | 2020年8月24日          | (東京)マイナビBLITZ赤坂                                                                  | 新型感染症の影響で初のオンライン開催。「Hi Cheers!」の4名が卒業。                |
| ぷらそにか 5days                                                 | 2020年10月12日～16日   | (東京)配信                                                                               | 個人のSSWとしてのオンラインライブ。                                              |
| ぷらそにカーニバル2021 ～春のソロ祭り at HOME～                  | 2021年3月30日・31日    | (東京)配信                                                                               | suzuが卒業。                                                                     |
| ぷらそにカーニバル2021 summer 5th Anniversary Fes.～クロニクル～ | 2021年8月13日          | (東京)LINE CUBE SHIBUYA                                                                  | 幾田りらが卒業。                                                                 |
| ぷらそにか大阪単独公演 「ドアをたたいて行ってきます～京都編～」  | 2021年11月7日          | (京都)someno kyoto                                                                       |                                                                                  |
| ぷらそにか名古屋単独公演「～でら楽しい夜だがや～」               | 2021年11月13日         | (名古屋)SPADE BOX /HeartLand                                                             |                                                                                  |
| ぷらそにか 5Days 2022                                            | 2022年1月31日～2月4日  | (東京)下北沢 MOSAiC                                                                      |                                                                                  |
| ぷらそにか 5Days DX                                              | 2022年3月21日～3月25日 | (札幌)Sound Lab mole･(名古屋)今池GROW･(大阪)Live House ANIMA･(福岡)Gate's7･(東京)渋谷WWW |                                                                                  |
| ぷらそにカーニバル2022 summer 6th Anniversary Festival           | 2022年8月12日          | (横浜)KT Zepp Yokohama                                                                   |                                                                                  |
| ぷらそにか名古屋、新栄町sunset BLUE共同企画”なごやかな夕暮れ”    | 2022年11月4日          | (名古屋)sunset BLUE                                                                      | ぷらそにか名古屋からはひなた、Riko、Manaが参加。                                 |
| ぷらそにか福岡Presents「TO to TO」 (とっとっと)                  | 2022年12月9日          | (福岡)LIVE HOUSE Queblick                                                                | ぷらそにか福岡からは碧海、高橋菜月、しょうひが参加。                             |
| ぷらそにか大阪×someno kyoto present「音の魔法をかけて Vol.1」    | 2023年1月22日          | (京都)someno kyoto                                                                       | ぷらそにか大阪からは有彩、京佳、ゆいかが参加。                                   |
| ぷらそにか名古屋Presents「なごやかな夕暮れ Vol.2」               | 2023年1月28日          | (名古屋)sunset BLUE                                                                      | ぷらそにか名古屋からはLana、まえだえみり、小湊美歩が参加。                       |
| ぷらそにか大阪×someno kyoto presents 「音の魔法をかけて Vol.2」  | 2023年3月5日           | (京都)someno kyoto                                                                       | ぷらそにか大阪からはとっこのんか、ぺんぺん、こたろうが参加。                     |
| ぷらそにか名古屋定期イベント “なごやかな夕暮れ vol.3”            | 2023年3月6日           | (名古屋)sunset BLUE                                                                      | ぷらそにか名古屋からは椋子、山下花音、ひなたが参加。                             |
| ぷらそにか 5Days 2023                                            | 2023年3月20日～3月24日 | (東京)渋谷WWW                                                                            |                                                                                  |
| ぷらそにか大阪 『音の魔法をかけて Vol.3』                        | 2023年5月7日           | (大阪)心斎橋 歌う魚                                                                      | ぷらそにか大阪からは葉音、玲奈、ゆいかが参加。                                   |
| ぷらそにカーニバル2023 summer 7th Anniversary Fes.               | 2023年8月6日           | (東京)Zepp Haneda                                                                        | 小玉ひかりが卒業。                                                               |
| ぷらそにか 5Days 2024                                            | 2024年3月18日～3月22日 | (東京)渋谷TAKE OFF 7                                                                     |                                                                                  |
| ぷらそにカーニバル2024 summer 7th Anniversary Fes.               | 2024年8月26日          | (東京)ヒューリックホール東京                                                             | 早希が卒業                                                                       |

## ディスコグラフィ

### 配信限定シングル
|     | リリース日     | タイトル  | 作詞 | 作曲     | レーベル     | 規格                   |
| --- | -------------- | --------- | ---- | -------- | ------------ | ---------------------- |
| 1st | 2019年12月26日 | 僕らはPOP | 菜摘 | 上野正明 | After School | デジタル・ダウンロード |

### 参加作品
| リリース日     | アーティスト | タイトル   | 規格             | 概要 |
| -------------- | ------------ | ---------- | ---------------- | --- |
| 2020年9月1日   | YOASOBI      | 群青       | 配信限定シングル | 合唱パートに、東京メンバーのmasa、てつと、西山晃世、成田あより、みきまりあ、早希、小玉ひかり、元松美紅、菜摘、suzuが参加。 アルバム「THE BOOK」の6曲目にも収録。                            |
| 2022年11月20日 | 幾田りら     | JUMP       | 配信限定シングル | シンガロングパートに、東京メンバーの小玉ひかり、遥河、Kuu、成田あより、菜摘、久保琴音、栢本ての、菜々姫、汐菜、てつと、西山晃世、masa、RYOEM、かんたろうが参加。 アルバム「Sketch」にも収録 |
| 2023年12月25日 | YOASOBI      | HEART BEAT | 配信限定シングル | コーラスに、東京メンバーの元松美紅、Kuu、成家ひかる、祈依、かんたろう、凪瀞アツヤ、Raytaが参加。                                                                                            |
| 2025年3月21日  | YOASOBI      | PLAYERS    | 配信限定シングル | コーラスに、東京メンバーのえみほの、栢本ての、 Kuu、 SUI、 成家ひかる、 かんたろう、 てつとが参加（ほかに卒業メンバーの西山晃世、 RYOEMも参加）。                                           |

### コラボ
| 公開日    | アーティスト | タイトル                     | 概要 |
| --------- | ------------ | ---------------------------- | --- |
| 2023年3月 | YOAKE        | ねぇ                         | 東京メンバーのかんたろう、早希、菜々姫、masa、元松美紅が参加。                                                      |
| 2023年7月 | PLUS Unison. | アカペラウェディングメドレー | 東京メンバーのてつと、えみほの、岸辺紗采、HALDONA、小玉ひかり、かんたろう、凪瀞アツヤ、みきまりあ、久保琴音が参加。 |

### その他
| 公開日    | 内容                         | タイトル     | 概要 |
| --------- | ---------------------------- | ------------ | --- |
| 2024年3月 | 掛川市移住プロモーション動画 | MY HOME TOWN | 東京メンバーのHALDONA、菜々姫、かんたろう、椿佳宵、祈依、えみほの、栢本ての、めにゅ、てつと、岸辺紗采、名古屋メンバーのらくなつが参加。 |

## ユニットオリジナル楽曲

### ぷらそにか（ぷらそにか東京）
- ソラミミ（作詞・作曲：元松美紅[62]）
- あいことば（作詞・作曲：Foi[63]）
- We're always with you（作詞：菜摘・上野正明、作曲：上野正明）
- 僕らはPOP（作詞：菜摘、作曲：上野正明）
- カラーウェーブ（作詞：菜摘）
- ハレワタライド（作詞・作曲：かんたろう）・・・『ぷらっとみゅーじっく♪』向け 第1弾
- きらめき（作詞・作曲：成田あより）・・・『ぷらっとみゅーじっく♪』向け 第2弾
- ブラインド（作詞・作曲：RYOEM）・・・『ぷらっとみゅーじっく♪』向け 第3弾
- 想い出がプレゼント（作詞・作曲：早希）・・・『ぷらっとみゅーじっく♪』向け 第4弾
- FINE!!（作詞・作曲：小玉ひかり）・・・『ぷらっとみゅーじっく♪』向け 第5弾
- 陽だまり（作詞・作曲：美稀）・・・『ぷらっとみゅーじっく♪』向け 第6弾
- かげぼうし（作詞・作曲：小玉ひかり）・・・『ぷらっとみゅーじっく♪』向け 第7弾
- フリーダム（作詞・作曲：みきまりあ）・・・『ぷらっとみゅーじっく♪』向け 第8弾
- グローリー（作詞・作曲：元松美紅）・・・『ぷらっとみゅーじっく♪』向け 第9弾
- トランス！（作詞・作曲：けちゃこ）・・・『ぷらっとみゅーじっく♪』向け 第10弾
- 気球で飛んで（作詞・作曲：HALDONA）・・・『ぷらっとみゅーじっく♪』向け 第11弾 2024年7月31日配信リリース
- 春の彼方（作詞・作曲：凪瀞アツヤ）・・・『ぷらっとみゅーじっく♪』向け 第12弾
- サツキ（作詞・作曲：椿佳宵）・・・『ぷらっとみゅーじっく♪』向け 第13弾
- 僕らのこれから（作詞・作曲：めにゅ）・・・『ぷらっとみゅーじっく♪』向け 第14弾
- 夏のつづき（作詞・作曲：らくなつ）・・・『ぷらっとみゅーじっく♪』向け 第15弾
- セゾン（作詞・作曲：成家ひかる）・・・『ぷらっとみゅーじっく♪』向け 第16弾
- Darling（作詞・作曲：かんたろう）・・・『ぷらっとみゅーじっく♪』向け 第17弾
- 夜の宝石（作詞・作曲：成家ひかる）・・・『ぷらっとみゅーじっく♪』向け 第18弾
- 風はたしかに（作詞・作曲：かんたろう）・・・『ぷらっとみゅーじっく♪』向け 第19弾
- ナミダ•レコード（作詞・作曲：けちゃこ）・・・『ぷらっとみゅーじっく♪』向け 第20弾

### ぷらそにか名古屋
- でら（作詞・作曲：西浜拓馬）
- crayon（作詞・作曲：椋子）

### ぷらそにか大阪
- イマダミテイ（作詞・作曲：ぺんぺん）
- 我らのとりこ(作詞・作曲：葉音)

### ぷらそにか福岡
- つぶらな太陽（作詞・作曲：高橋菜月）